# جان لوکاس فانکه
جان لوکاس فانکه (انگلیسی: Jan-Lukas Funke؛ زادهٔ ۲۰ ژوئیهٔ ۱۹۹۹) بازیکن فوتبال است.
از باشگاه‌هایی که در آن بازی کرده‌است می‌توان به باشگاه فوتبال آینتراخت برانشوایگ اشاره کرد.